# پاکستان (اردبیل)
پاکستان یک روستا در ایران است که در استان اردبیل واقع شده‌است.